# 戀物
戀物（Sexual fetishism / Erotic fetishism）是指對無生命物體或性器官以外的身體部位的性固著。在醫學上，單純的戀物並非病態，但若構成了當事人極大的痛苦或對其生活的某些層面構成負面影響，即會視為精神障礙看待。戀物的類型包括戀襪、戀鞋、戀靴、戀鼻、戀手、嗜糞癖、恋尿癖等等。戀體可進一步特指對特定身體部位產生性興奮的情況。它一般在青春期期間顯現，且可能在之前便已開始發展。
戀物尚沒有單一确凿的成因，但研究者已提出不同的解釋。戀物症依據症狀來作診斷。雖然在醫學定義上，戀物是指對無生命物體或性器官以外的身體部位的性固著，但其可代指某些類型的性活動。
戀物症的治療目標可包括消除犯罪行為、減少對使用物品來獲得性滿足的依賴、增進人際關係技能、減少或消除對偏好物的興奮、增加對其他更為適合的刺激物的性興奮。藥物治療、心理治療、關係諮商皆為可能採用的療法。必要時會處方抗雄激素予被治療者，並在此之上實施心理治療。
戀物的盛行率尚是不明，但戀物這一偏好化身成一種精神障礙的情況十分罕見。大部分的戀物者為男性。

## 定義
在一般用法中，戀物是指任何會引起性興奮的刺激物，但這種用法可能會不符合醫學上對戀物的標準。廣義上的戀物包括對身體某部分或特徵、物件、情境、活動產生性興奮，範圍包括肥胖、身體改造、吸煙、BDSM。也有用法把戀尿、戀屍、戀糞定義為戀物。
過去大多數醫學文獻把戀物定義為對無生命物體、某些身體部位、分泌物產生性興奮。1980年推出的DSM-III對此定義作出改變——把對身體部位產生排除在診斷標準之外。DSM-III的修訂版DSM-III-R引入了一個新的診斷項目——戀體癖，其特指對某些身體部位產生性興奮。這一區別在DSM-IV中得以保留。馬丁·卡夫卡認為由於兩個項目之間存有重疊，故應合併至戀物這一項目上。2013年推出的DSM-5就如卡夫卡所建議的般，取消了戀體癖這一診斷項目，把它合併至戀物上。ICD-10的定義依然只包含無生命物體。
在ICD-11中区分了与公共卫生和临床精神病理学相关的病症和仅反映私人行为的病症，以及贴上这样的标签对公共卫生监测或卫生服务没有任何实质意义上的贡献，并且可能对被贴上标签的个人造成伤害，因此，ICD-10 中的恋物类别已经被取消，在ICD-11中，如果伴有明显的痛苦，而这种痛苦并不完全是由于其他人（如伴侣、家庭、社会）拒绝或担心拒绝这种兴奋模式，或有重大的伤害或死亡风险，才可以被诊断为涉及自身或自愿对象的性欲倒错障碍。

## 類型
常見的戀物包括：戀襪、戀鞋、戀褲、戀褲襪、戀內衣、戀胸罩、戀女內褲、戀制服、恋哺乳、戀尿布、戀玩偶等。
異裝，即穿著異性服飾，也是一種常見的戀物形式。一些人迷戀某種用于製作服裝特別面料，可能是因為這些面料形同「第二皮膚」，成為了穿著者皮膚的戀物替代品。最常見的情形是戀氨綸、戀皮革、戀橡膠、戀乳膠、戀绸缎、戀裘皮、戀尼龍，這些面料都是彈性而有光澤的，誇張了人體皮膚的某些特徵。
戀物對象也可以是人體的某些部位，包括胸罩、戀鼻、戀胸、戀手、戀足、戀腋窝、戀肚脐或者某種特殊的體形如戀孕妇。這大概可以解釋中國歷史上的纏足、十九世紀西方束腹的流行，以及當今美国的乳房约束力。
1983年的一項臨床戀物研究回顧了48宗個案，當中有58.3%為戀衣服者、22.9%為戀橡膠或橡膠相關製品者、分別各14.6%為恋鞋者及戀體者、10.4%皮革戀者、6.3%軟料或織物戀者。
一項發表在2007年的研究以一眾名稱擁有「fetish」的網絡興趣群組的成員為其研究對象。結果發現在有關身體部分或特徵的群組中，47%有關人足、9%有關體液（包括嗜糞癖、恋尿癖、戀哺乳癖、戀月經癖、戀黏液癖）、9%有關體型大小、7%有關頭髮（戀髮癖）、5%有關肌肉（肌肉崇拜）。排名較後的小組亦有不同的主題，包括肚臍（戀肚臍）、腿部、體毛、口部、趾甲等等。在有關衣裝的群組中，33%有關穿在臀部或腿部的裝束（如絲襪或裙子）、32%有關鞋子（恋鞋）、12%有關內衣（戀內衣）、9%有關像夾克般的全身衣著。排名較後的小組的主題則包括頭飾、聽診器、手錶、尿布（戀尿布）。
上述研究沒包含的戀物類型如下：
窒息式性愛是指利用窒息來增加性快感的行為。如果是自慰時進行此行為，則會被稱為自慰性窒息。自慰性窒息的從事者通常會用器具來吊起並以適合的力度勒住自己，在這之後自慰。部分缺氧的狀況常常會導致人失去意識，從而失去對懸掛繩索的控制，並進一步導致缺氧，最終死亡。
慕残是指對截肢者的迷戀。而只有被切斷的部位為慕残者性興趣的對象時，才會視為戀物。
色情电刺激是指使用電源來刺激身體以獲取性快感的行為。當電壓變得過高時，這種刺激便會致命，故其具有一定危險性。從事者要不受到電流刺激，就是以電流刺激其伴侶。
戀樹癖是指對樹產生與之發生性行為的慾望。

## 成因

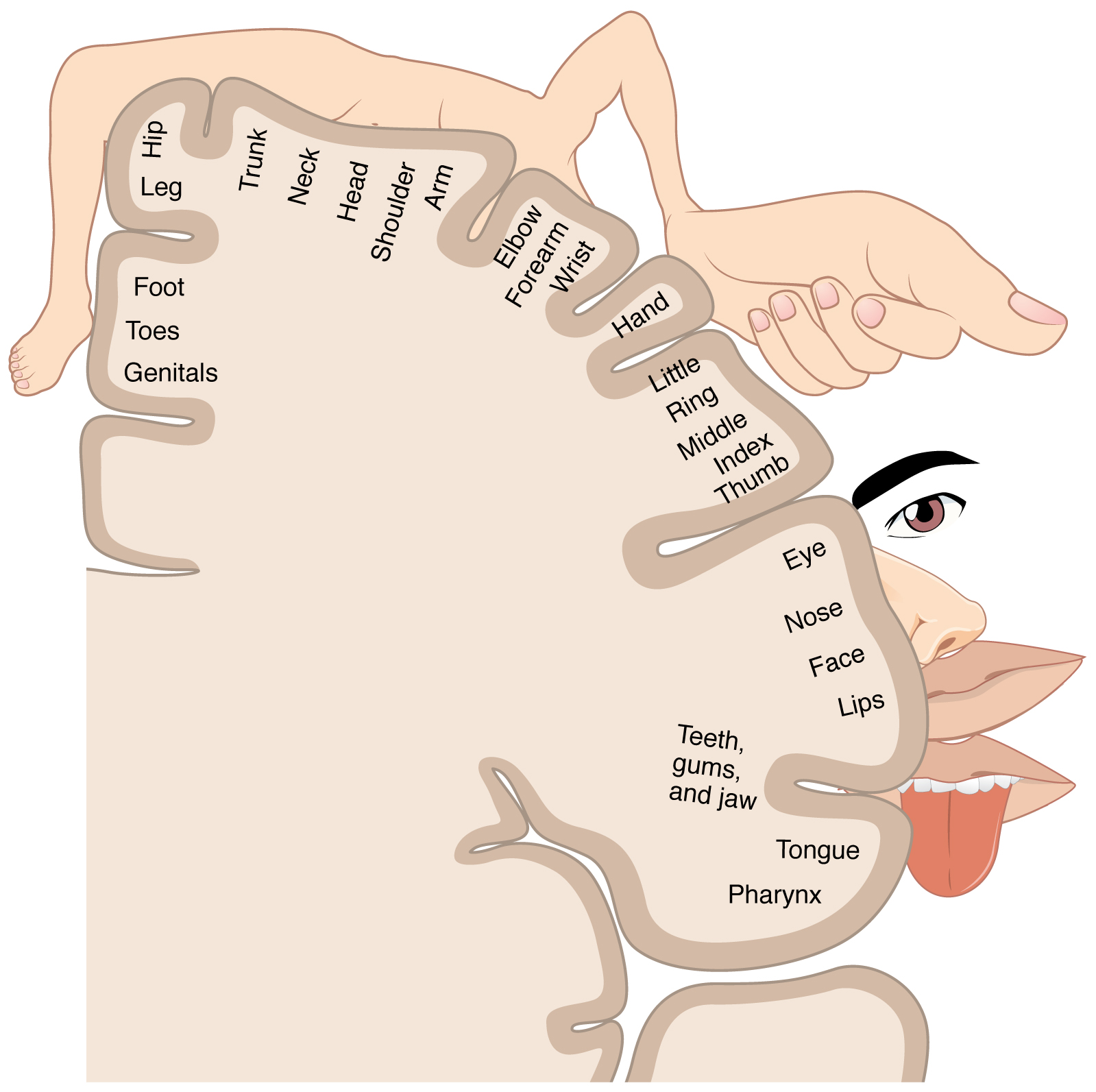
從上述皮质小人可見，處理從足部輸入的觸覺的腦區，跟處理從性器官輸入的觸覺的腦區相當接近。

戀物傾向一般在青春期期間顯現，且可能在之前便已開始發展。戀物尚沒有單一确凿的成因。
一些有關戀物成因的解釋以古典制約為基礎。在幾項實驗中，研究者把像靴子、幾何形狀、便士罐般的線索與常規情色作品結合呈現後，受試男性可训练至對該些中性刺激物產生性喚起:112-113。性學家約翰·班克羅夫特指出，此一理論不能解釋所有的戀物個案，因為大多數者沒經歷過古典制約。他認為古典制約在配合性學習過程出現異常等因素後，才會使人出現戀物傾向。
性铭印理論認為，人類在幼時會去學會認識「具有性吸引力」的特征和活動。故其認為戀物是幼時所印的性對象過窄或「不正確」之結果:114。性铭印可能發生在幼時最早的性喚醒和慾望經歷中，並植根於「對重大回饋的自我評價，或因人而異的快樂相關特點」。
一些案例亦可能跟神經上的差異有關。维莱亚努尔·拉马钱德兰發現，處理從足部輸入的觸覺的腦區，跟處理從性器官輸入的觸覺的腦區相當接近，他認為戀足的成因在於這兩個區域的意外連繫。在一例罕見病例中，恋安全別針的癫痫症患者在經過雙內側前顳葉切除術後，便不再對安全別針產生性興奮。
此外研究者亦就女性戀物者相對較罕有此一現象提出了解釋。大多數情況下戀物者依賴的主要是視覺的刺激，而男性可能對視覺上的性刺激物更為敏感。羅伊·鮑邁斯特表示，男性的性（sexuality）除了在可能觸發戀物傾向的童年時期外，基本是不可改變的；而女性的性則在一生內皆具有流動性。

## 診斷
DSM-5定义其為對無生命物體或性器官以外的身體部位的性興奮。並把對用於易服的衣裝或性玩具的性興奮從定義中排除。若要診斷某人患有戀物障礙，相關情況需持續至少六個月，並需證明這種偏好構成了當事人極大的痛苦或對其生活的某些層面構成負面影響。在DSM-IV中，對某些身體部位產生性興奮的情況會用戀體癖特指；到了DSM-5則把其合併至戀物障礙中。
在ICD-11中恋物已经被取消，但如果伴有明显的痛苦，而这种痛苦并不完全是由于其他人（如伴侣、家庭、社会）拒绝或担心拒绝这种兴奋模式，或有重大的伤害或死亡风险的情况下，才可以被诊断为涉及自身或自愿对象的性欲倒错障碍。

## 治療
世界卫生组织指出，戀物幻想是十分普遍的，並只應在影響當事人正常功能或對其構成極大痛苦的情況下視之為一種疾病看待。治療的目標可包括消除犯罪行為、減少對使用物品來獲得性滿足的依賴、增進人際關係技能、減少或消除對偏好物的興奮、增加對其他更為適合的刺激物的性興奮。治療的有效性證據十分有限，且當中大多為案例研究。截至2008年，研究者仍沒進行過有關治療女性戀物者的研究。
认知行为疗法是一種較為盛行的治療方法。採用此一疗法的治療師會教導客戶識別及避免引起戀物行為的場景，以及如何以非戀物幻想取代有關戀物的幻想。厌恶疗法及內隱敏感法可在短期內減低對偏好物的興奮，但需要不斷重複進行才能維持效果。已有多宗個案研究證明心理动力療法可治療戀物行為。
治療師可能會處方抗雄激素予被治療者，讓其降低性慾。當中最常見的處方為醋酸环丙孕酮，美國則較少用這款抗雄藥。眾多文獻皆顯示它能減少性幻想出現的頻率。它的潛在副作用包括骨質疏鬆、肝臟受損、身體變得雌性化。已有案例研究證明抗雄激素醋酸甲羥孕酮能減低性興趣，但它的潛在副作用包括骨質疏鬆、糖尿病、深静脉血栓、體重增加、身體變得雌性化。一些醫院會利用亮丙瑞林和戈舍瑞林去降低性慾，但少有證據證明它們的有效性，儘管與其他抗雄激素相比，它們的副作用較少。不少研究支持治療者採用選擇性5-羥色胺再攝取抑制劑（SSRIs），因為它的副作用較抗雄藥為少，因此可有較高的可靠性。藥物治療通常與其他治療方法結合，以發揮最大效果。
此外可能會嘗試進行關係諮商，以減少對使用物品來獲得性滿足的依賴，並以像感官集中般的技術增加伴侶間的交流。伴侶間可能會商討並同意以受控的方式進行戀物行為，比如把某些日子設定為戀物釋放日。若戀物者在沒有偏好物的情況下無法勃起，治療師可能會選擇以高潮再制約法及內隱敏感法這兩種手段去治療，嘗試增加其對其他更為適合的刺激物的性興奮（但相關有效性證據十分薄弱）。

## 盛行率
戀物的盛行率尚是不明。大部分戀物者為男性。在一項2011年的研究中，30％的男性報稱曾有戀物幻想，24.5％報稱曾從事過相關行為。在該些曾有戀物幻想的男性當中，45％報稱因此感受到強烈的性興奮。在一項2014年的研究中，26.3％的女性及27.8％的男性承認曾幻想過「跟無生命物體或沒性意味的物體發生性行為」。對樣本最喜歡的性幻想內容的分析發現，男性有14％與戀物有關（包括足部、沒性意味的物體、特定的衣裝），4.7％的男性性幻想以足部以外的身體部位為主軸。女性最喜歡的性幻想當中全都沒有戀物成分。另一項研究發現，28％的男性及11％的女性報稱對無生命物體或性器官以外的身體部位存有性興奮，包括足部、布織品以及像「鞋子、手套、毛絨玩具」般的物品。18％的男性在一項1980年的研究中報稱曾有戀物幻想。
戀物這一偏好化身成一種精神障礙的情況十分罕見，僅有不到1％的精神科求診者視戀物為其主要問題。

## 歷史

### 弗洛伊德的早期理论
西格蒙德·弗洛伊德将男性恋物归因于童年时期由阉割焦虑造成的创伤。
根据他的理论，当儿童的性心理發展经历了口欲期（oral stage）、肛欲期（anal stage），进入到阳具期后，男孩会进入一个固著性欲于母亲之时期，即所谓恋母情结。伴之而来的是杀死父亲并将其吃掉，以占据母亲的想法。由于一方面担心遭到父亲报复，伤害自己的阳具，另一方面又观察到女性没有阳具，发现了阉割的证据，使男孩出现了阉割焦虑，即认为既然母亲和其他女性都受到了阉割，则自己的阳具也同样处于危险之中。男孩为了缓解阉割焦虑，便会在母亲和其他女性身上寻找阳具的替代物，以证明母亲并未被阉割，则自己也有可能保全阳具。由此便产生了恋物。依据这套理论，男性会产生恋物，而女性则不会。
对此，女权主义者指出，在许多女性身上同样具有的恋物行为，使弗洛伊德的理论无法成立。

## 人類以外的動物
研究者已把戀物跟巴甫洛夫式的動物性反應條件反射進行了比較。研究者已實現誘導大鼠認為某些線索具有性吸引力。他們把某些中性甚至有害的氣味插入至他們的性行為場景中，之後當氣味在某些伴侶中出現時，其明顯偏好於存有該種氣味的大鼠。在雄鼠跟一隻帶有氣味的雌鼠首次交配時，为其注入嗎啡或催产素，亦會產生同樣效果。大鼠也會因其早期性經歷的進行位置而產生性偏好，研究者會利用這一點去增強其對像塑料玩具魚般的物體的性興奮。一項實驗發現，若為在開始擁有性經歷時便穿著魔鬼氈外套的大鼠脫下外套，其性能力便會嚴重下降。

## 延伸閱讀
- Bass, Alan. . London: Routledge. 2018. ISBN 978-1-138-55640-9.
- Bienvenu, Robert (2003). The Development of Sadomasochism as a Cultural Style in the Twentieth-Century United States.
- Gates, Katharine. . Juno Books. 1999. ISBN 978-1-890451-03-5.
- Kaplan, Louise J. . Doubleday. 1991. ISBN 978-0-385-26233-0.
- Love, Brenda. . Barricade Books. 1994. ISBN 978-1-56980-011-9.
- Steele, Valerie. . Oxford University Press. 1995. ISBN 978-0-19-509044-4.
- Utley, Larry; Autumn Carey-Adamme. . Green Candy Press. 2002. ISBN 978-1-931160-06-3.
- Коловрат Ю. А. Сексуальное волховство и фаллоктенические культы древних славян （页面存档备份，存于） // История Змиевского края. – Змиев. – 19.10.2008.